# Dynastes satanas
Dynastes satanas, traducido como escarabajo satanás aunque habitualmente conocido como escarabajo rompefocos, es una especie de escarabajo de la familia Scarabaeidae. Su nombre es a veces mal escrito como "satanus".
Debido a la recolección y la pérdida del hábitat, esta especie tiene el grado de amenaza "En Peligro" dentro el Libro Rojo de Invertebreados de Bolivia (2020) y su comercio es regulado por la Convención sobre el Comercio Internacional de Especies Amenazadas de Fauna y Flora Silvestres (CITES, por sus siglas en inglés) dentro del Apéndice II de insectos.

## Descripción
Dynastes satanas puede alcanzar una longitud de 50-115 milímetros (2,0-4,5 pulgadas) en los machos, de aproximadamente 30-55 milímetros (1,2-2,2 pulgadas) en las hembras. Los machos tienen un gran cuerno en el protórax, con una densa pubescencia rojiza en la parte inferior del cuerno. Un cuerno más pequeño surge de la cabeza. El cuerpo, protórax y elytra son negros en ambos sexos. En las hembras el clípeo es redondeado estrecho en el ápice.

## Ciclo de vida
Estos escarabajos tienen un ciclo de vida bienal. Las hembras ponen 25 - 40 huevos, eclosionando en cerca de dos meses. Las etapas larvales duran alrededor de 1,5-2 años. Las larvas se alimentan de troncos de árboles muertos, mientras que los adultos se alimentan de frutas, savia y néctar.

## Distribución
Esta especie es endémica de Bolivia. Se puede encontrar en áreas de bosque húmedo en las colinas de montaña a una elevación de 900-2200 m s. n. m. (3.000-7.200 pies).